# Bekkouche Lakhdar
Pour les articles homonymes, voir Lakhdar.
Bekkouche Lakhdar (بكوش لخضر en arabe) est une commune de la wilaya de Skikda en Algérie.

## Histoire
Anciennement Gastu (durant la colonisation française)[réf. nécessaire], elle est dénommée Zit Emba après l'indépendance, puis maintenant Bekkouche Lakhdar.